# Carl von Gaertner
Carl Gerhard Conrad von Gaertner (* 18. März 1794 in Marburg; † 4. Dezember 1840 in Ahrweiler) war ein preußischer Landrat im Kreis Neuwied und Ahrweiler.

## Leben
Carl von Gaertner, ein Angehöriger der evangelisch-reformierten Kirche, war ein Sohn des Oberregierungsrats und Trierer Regierungsvizepräsidenten Franz von Gaertner (1771–1838) und dessen Ehefrau Caroline von Gaertner, geborene Hillebrand. Nach seinem Abitur absolvierte er von 1809 bis 1812 ein Studium der Rechtswissenschaften an der Philipps-Universität Marburg, bevor er ab 1812 als Assessor an der Fürstlich-Wiedischen Rentkammer in Neuwied tätig wurde. 1813 wurde er Regierungsassessor und von 1813 bis 1814 diente er als Kriegsfreiwilliger im Rang eines Leutnants beim Feldzug gegen Frankreich. Nach Ende des Kriegs nahm er als Sekretär seines Vaters Franz von Gaertner beim Wiener Kongress teil. Für sein dortiges Engagement im Sinne der Interessen der wiedischen Regierung wurde er nach Vorschlag des Fürsten zu Wied 1815 erst Kreiskommissar und 1816 schließlich erster Landrat des Kreises Neuwied. 1822 wurde er vertretungsweise als Landrat in den Kreis Ahrweiler versetzt und erhielt dort am 8. Juli 1825 seine definitive Ernennung zum Landrat. In Ahrweiler blieb er bis zum Jahr 1840 Landrat, wo er im Dienst starb.

## Familie
Gaertner heiratete am 18. August 1816 in Neuwied, die aus Krefeld gebürtige Luise Caroline Winz (1796–1848), eine Tochter des Konsistorialrats und später ersten reformierten Stadtpredigers von Neuwied, Johann Philipp Jacob Winz (1759–1813) und dessen Ehefrau Katharine Winz, geb. Heck. Ein Bruder von Gaertner war der Landrat des Kreises Bernkastel und in der Nachfolge Trierer Regierungspräsident Konstantin von Gaertner.